# Caloboletus
Caloboletus — рід грибів родини Boletaceae. Назва вперше опублікована 2014 року.

## Класифікація
До роду Caloboletus відносять 4 види:
- Caloboletus ereticulatus
- Caloboletus frustosus
- Caloboletus guanyui
- Caloboletus marshii